# Charles Reutlinger

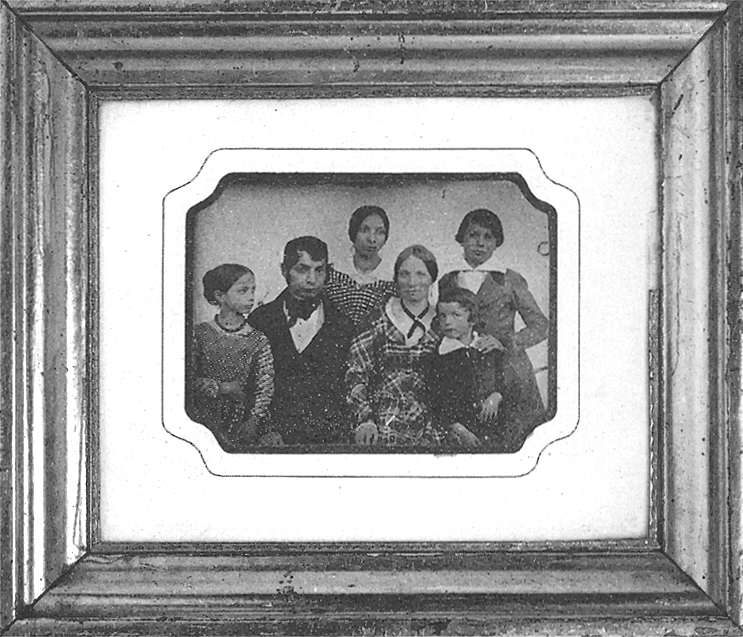
Tübingenský obchodník Karl Friedrich Baur se svou rodinou, daguerrotypie, 1847

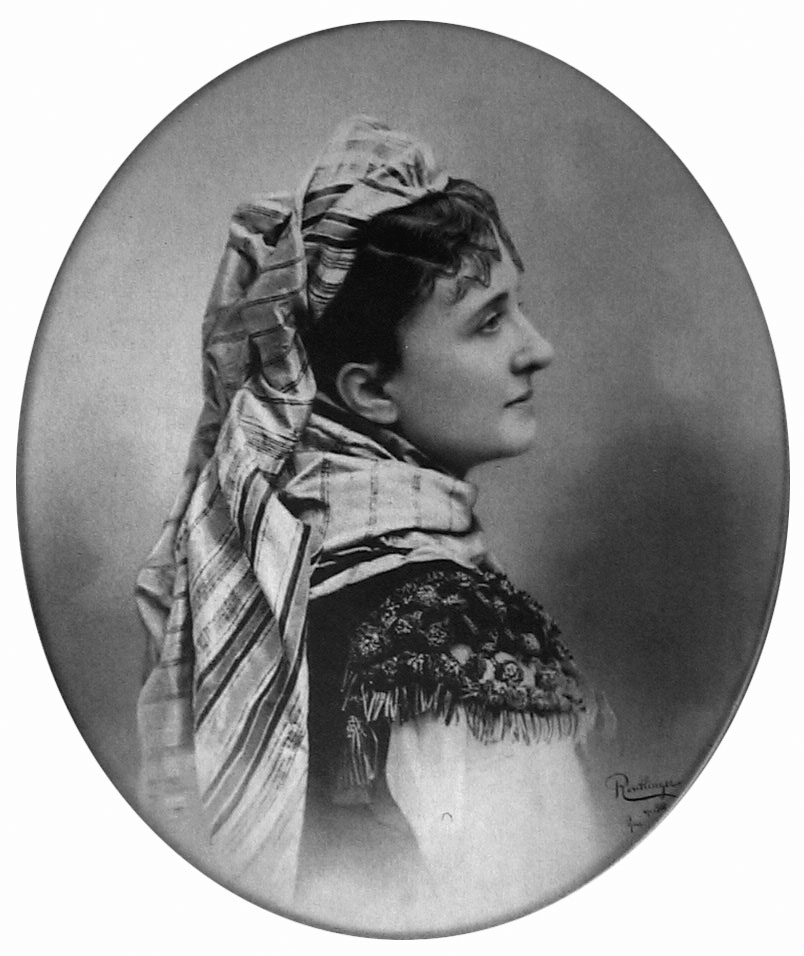
Hortense Schneider (1868)

Charles Reutlinger (nebo Carl Reutlinger, 25. února 1816 Karlsruhe, Německo – 24. června 1888 Frankfurt nad Mohanem) byl jeden z prvních francouzských portrétních fotografů a tvůrce siluet německého původu. Na svých pěších výletech pořizoval daguerrotypie (většinou portréty) v několika městech na jihu země, po více než jeden rok (1848-1849) pobýval ve Stuttgartu. Od roku 1850 až do své smrti provozoval fotografické studio v Paříži, ve kterém pokračovali jeho mladší bratr Émile Reutlinger a jeho syn Léopold-Émile Reutlinger. Je známý svými portréty francouzského skladatele Hectora Berlioze (1803-1869).

## Život a dílo

### Karlsruhe
Narodil se 25. února 1816 v německém Karlsruhe jako čtvrté dítě židovského obchodníka s vínem a bývalého důstojníka. Podle své tety Weissové, která vyráběla siluety, přišel do kontaktu s uměním ve svých 18. letech. Od roku 1835 do roku 1849 cestoval a vyráběl siluety. Brzy po oznámení daguerrotypie se tímto vynálezem musel zabývat, jelikož po jižním Německu cestoval jako daguerrotypista. Od roku 1839 byl občanem města Karlsruhe, odkud často vycestovával. Podrobnosti o tom, kde všude pracoval, existují pouze na období let 1847-1849, Tübingen (duben a květen 1847), Reutlingen (leden 1848) a Stuttgart (květen 1848 – květen 1849).
Reutlinger měl za manželku Theresu Reutlingerovou rozenou Weissovou. Společně studovali výrobu umělých květin, výšivek a speciální typy pražení kávy, ale v roce 1852 se naučili kolodiový proces. Z toho je vidět, že mu Theresa pomáhala při fotografické práci.

### Tübingen
Počátkem dubna 1847 přišel Carl Reutlingen do Tübingenu a přechodně bydlel v pivovarnickém domě „Wiedmansches Haus“ na Stuttgarter Chaussee, dnešní ulici Hölderlinstraße. Nabízel daguerrotypické portréty, které snímal v místnosti. Jako další služby nabízel kopírování portrétů, stejně jako portréty zasazované do broží a prstenů. Na svou živnost zveřejňoval Reutlingerse reklamu ve věstníku „Amtsblatt“ a „Tübinger Chronik“. Kromě inzerátů byl ještě doporučován svým přítelem a učitelem Gottliebem Friedrichem Kießem, který experimentovali s daguerrotypií před tím. Ceny daguerrotypií mezitím klesly, technický proces se zjednodušil a přízeň veřejnosti byla tak velká, že původně plánovaný krátkodobý pobyt ve městě prodloužil Reutlinger na dva měsíce.

### Stuttgart
Reutlinger pobýval přinejmenším od začátku května 1848 ve Stuttgartu, kde přechodně bydlel v bývalé továrně na výrobu plechů Furthbach č. p. 8. Dne 21. května 1848 oznámil Reutlinger své bezprostřední odcestování, ale ve Stuttgartu zůstal až do května 1849. Přes těžké doby (politické napětí a nepokoje), se mu podařilo dosáhnout úspěchu. Jak v Tübingen Reutlingen chválil daguerrotypie které byly nasnímány uvnitř v místnosti, tak nyní zažehl vášnivou debatu s ostatními stuttgartskými daguerrotypisty: Israelem Käserem a Carlem Dihmem. Na rozdíl od nich Reutlinger zkrátka měl odpovídající finanční prostředky, aby mohl zajistit potřebný prostor a technologie pro interiérovou fotografii. S oběma dvěma a s mladším siluetářem Friedrichem Brandsephem, kterého zasvětil do tajů fotografie, kolegiální spolupráci. Kontakt přetrval i po Reutlingerově odchodu do Paříže.

### Paříž
V roce 1850 dorazil Carl Reutlinger do Paříže a usídlil se na Boulevard Saint-Martin, kde ve stejném roce otevřel jeden z nejvýznamnějších fotografických ateliérů – Reutlinger Studios, který aktivně fungoval až do roku 1937. Značku společnosti „Ch. Reutlinger“ si nechal ze zákona chránit, fotografie v pozdější době nesou pouze značku/příjmení Reutlinger.
Od začátku se věnoval kolodiovému procesu. Brzy jej podporoval jeho mladší bratr Émile. K jejich žákům patřil mj. Wilhelm Rupp, nejlepší pražský fotograf portrétních vizitek z 60.-70. let. Pozdější bylo hlavní studio přesídleno na Boulevard Montmartre č.p. 21, a další ateliér otevřen na Rue de Richelieu 121. Jejich studio se proslavilo portréty herců, umělců, hudebníků, skladatelů, operních zpěváků nebo baletních tanečníků své doby.
Během několika let získal několik ocenění a medailí, v roce 1866 v Berlíně, o rok později na Světové výstavě 1867 v Paříži a za další rok v Hamburku. V období 1862–1880 byl členem společnosti Société française de photographie a v roce 1867 se stal jejím druhým předsedou.. V roce 1880 onemocněl a vedení firmy převzal jeho bratr a spoluzakladatel firmy Émile Reutlinger. V roce 1883 požádal o pomoc v podnikání svého syna Leopolda. Leopold brzy ukázal, že je lepší obchodník než jeho otec a v roce 1890 nastoupil do vedení studia místo něho. Jeho studio fungovalo v Paříži až do roku 1937.

## Galerie

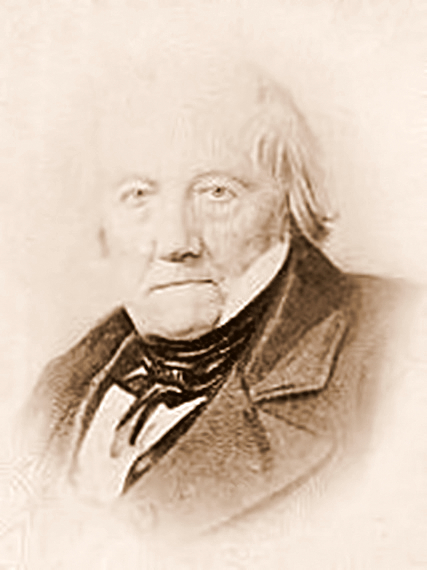
Jean-Baptiste Biot, asi 1860
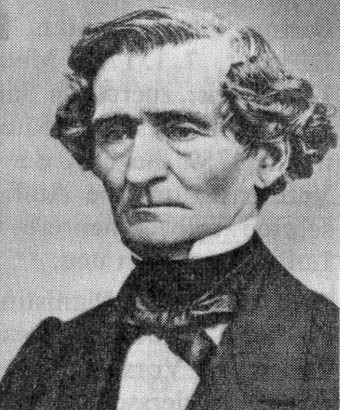
Hector Berlioz, před 15. srpnem 1864
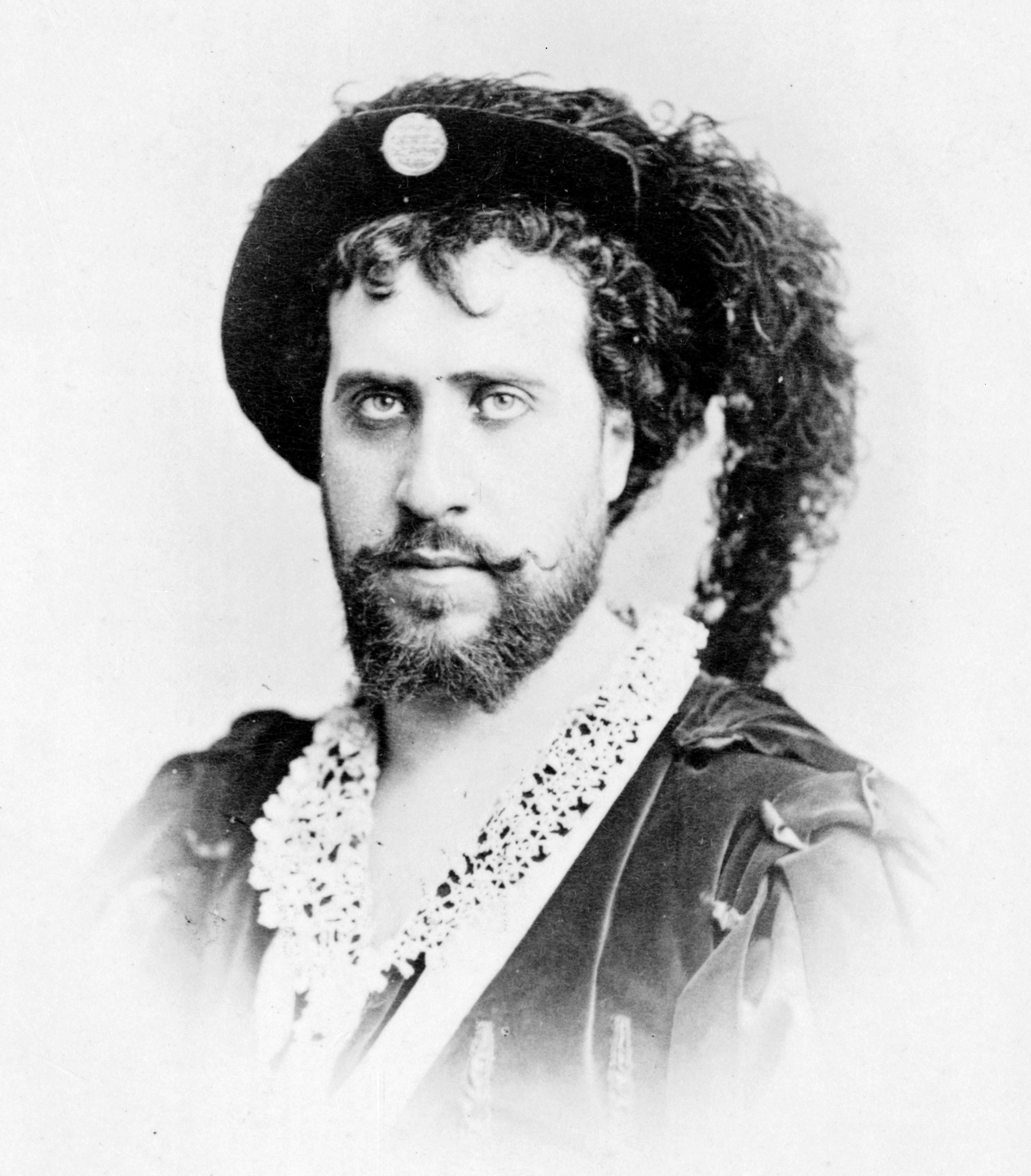
Jean-Baptiste Faure jako Hamlet, 1868
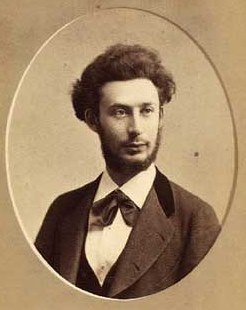
Edvard Brandes, 1870-1890